# ピーチツリーシティ (ジョージア州)
ピーチツリーシティ（Peachtree City）は、アメリカ合衆国ジョージア州のファイエット郡にある都市。人口は3万8244人（2020年）で、郡内最大である。アトランタ都市圏の南部に位置している。

## 概要
1959年に建設が始まった計画都市である。5つの地区（Village）で構成され、それぞれの地区に住宅、商業、教育施設が配分されている。企業団地は幹線道路沿いに配置され、緩衝地帯によって住宅地と分離されている 。
この都市は、ゴルフカート専用道を備えている点でユニークである。全長は140キロメートルに及び、市内全域を網羅している。幹線道路とは立体交差しているため安全に移動が可能である。市内の約1万世帯がゴルフカートを所有しており、買い物や通勤通学に利用されている 。
パナソニック、TDK、ホシザキなどの日本企業が事業所を置いている。

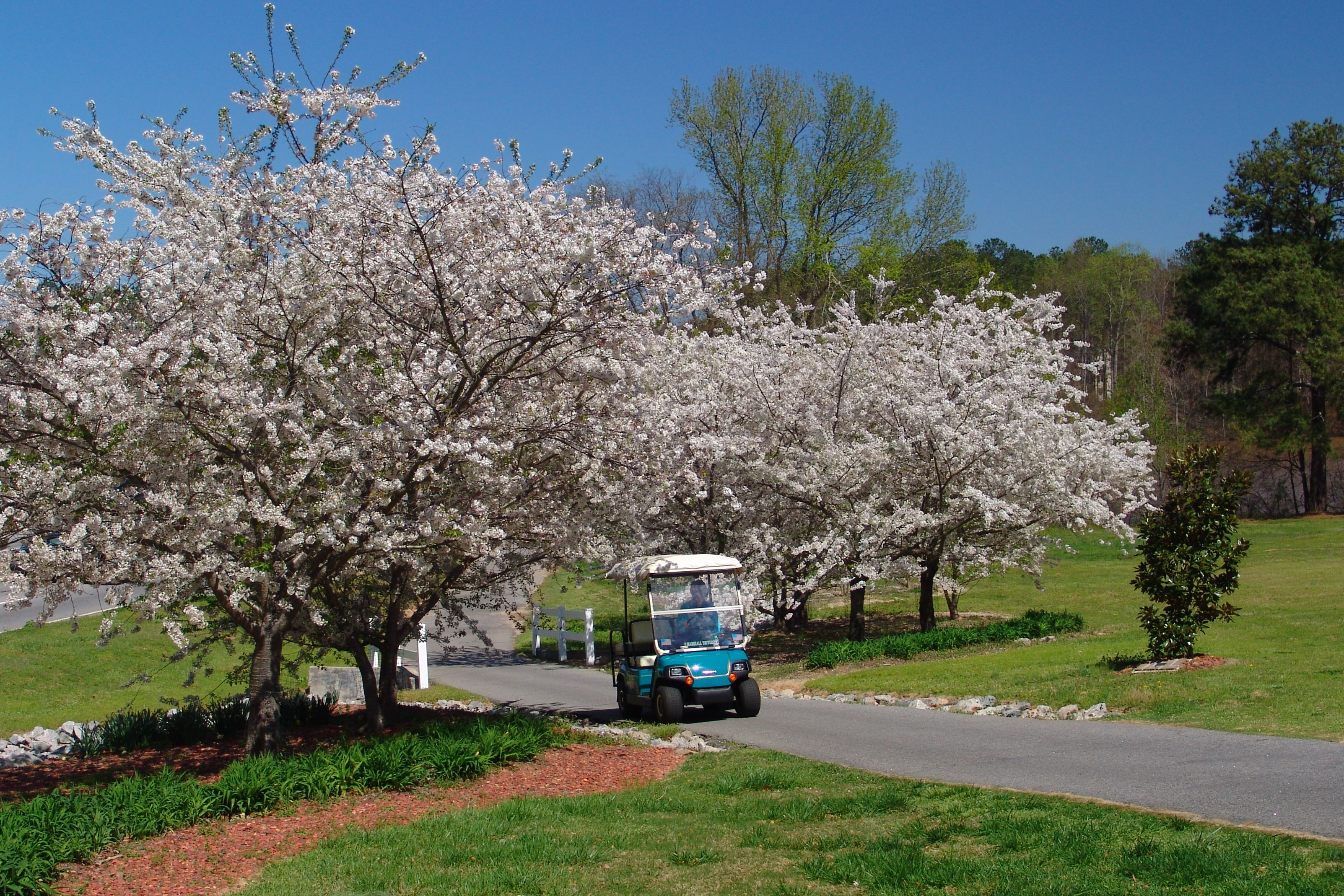
ミズキとゴルフカート